# Aquino (Latium)
Aquino ist eine Stadt mit Bischofssitz in der italienischen Provinz Frosinone in der Region Latium mit 4916 Einwohnern (Stand 31. Dezember 2023). Sie liegt 118 km östlich von Rom und 43 km südöstlich von Frosinone.

## Geographie
Aquino liegt im fruchtbaren Tal des Liri zwischen dem Monte Cairo im Norden und den Monti Aurunci im Süden. Es liegt seit der Antike an der Via Latina, der heutigen Via Casilina (SS 6).
Die Nachbargemeinden sind Castrocielo, Piedimonte San Germano, Pignataro Interamna und Pontecorvo.

### Verkehr
Aquino liegt direkt an der Autobahn A1 Autostrada del Sole (E 45), Ausfahrt Pontecorvo.
Mit den Bahnhöfen Piedimonte-Villa San Lucia-Aquino und Aquino-Castrocielo-Pontecorvo liegt der Ort an der Bahnstrecke Rom – Neapel. Die Fahrzeit beträgt nach Frosinone etwa 40 Minuten und nach Rom knapp 2 Stunden.
Bei Aquino befindet sich ein Flugplatz für die allgemeine Luftfahrt, der aus einem Militärflugplatz hervorgegangen ist.

## Geschichte
Seit dem 4. Jahrhundert v. Chr. war Aquinum ein wichtiger Ort der Volsker. Im Zuge der Kontrolle der Römer über die Via Latina wurde die Siedlung um 300 v. Chr. zu einem municipium und im Jahre 39 v. Chr. zur colonia. Aquinum wurde zu einer bedeutenden Stadt mit vielleicht etwa 40.000 Einwohnern und prägte sogar Bronzemünzen mit dem aufsteigenden Hahn auf den Vorderseiten. Erhalten blieben die Porta Capuana oder auch Porta San Lorenzo ebenso wie einige Ruinen innerhalb des Stadtareals westlich der mittelalterlichen Stadt, das heute jedoch zur Gemeinde Castrocielo gehört: Es handelt sich um zwei Tempel, eine Basilika, ein Theater, ein Amphitheater sowie eine große Thermenanlage, die einer jährlichen Ausgrabungstätigkeit unterliegt.
Im Jahre 577 wurde Aquinum von den Langobarden erobert; die Einwohner siedelten sich später weiter östlich zwischen zwei heute trockengelegten Seen an. Bereits im 9. Jahrhundert kontrollierten die Herren von Aquino ein Gebiet zwischen Fregellae und Cassino. Die Grafen von Aquino standen in Konkurrenz mit den Äbten von Montecassino. Aquino soll abermals 1252 vom Heere König Konrads IV. zerstört worden sein, doch ist die Quellenlage unsicher, denn auch eine freiwillige Unterwerfung ist überliefert: Die Grafenburg blieb jedenfalls erhalten.

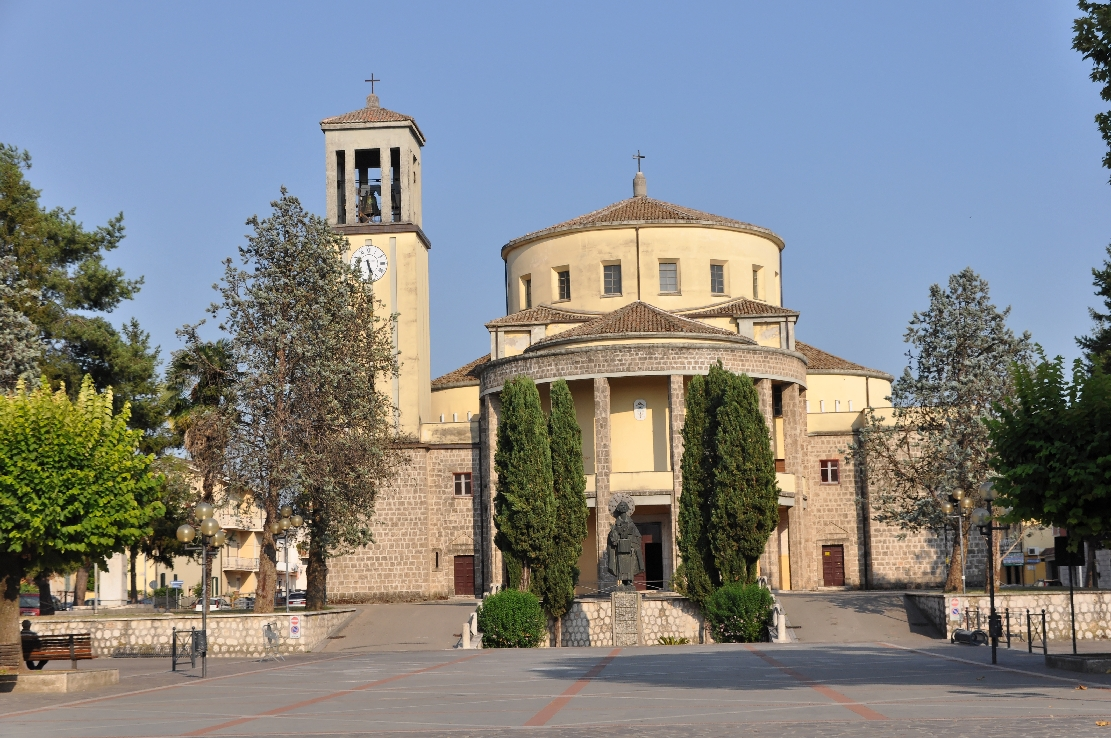
Basilika und Kathedrale Santi Costanzo e Tommaso d’Aquino

Im späten 15. Jahrhundert kam Aquino durch Heirat an die katalanische Familie D’Avalos, die noch heute existiert. 1583 gelangte der Ort durch den Verkauf zum Preis von 243.000 Goldscudi an Giacomo Boncompagni, den legitimierten Sohn von Papst Gregor XIII. und Herzog von Sora. 1796 kaufte König Ferdinand IV. von Bourbon Aquino für das Königreich Neapel.
1861 wurde Aquino Teil des Königreichs Italien. 1927 kam es von der Provinz Terra del Lavoro zur neu gegründeten Provinz Frosinone.
Seit dem 5. Jahrhundert war Aquino Bischofssitz, 1742 mit dem erst 1724 errichteten Bistum Pontecorvo vereinigt und 1818 dann dem Bistum Sora zugeschlagen. Nachdem 2014 die Pfarreien der Abtei Montecassino ebenfalls diesem Bistum hinzugefügt wurden, heißt es nun Bistum Sora-Cassino-Aquino-Pontecorvo. Die Kirche Santi Costanzo e Tommaso d'Aquino ist Konkathedrale des Bistums und seit 1974 Basilica minor.

## Sehenswürdigkeiten
- Kirche Santa Maria della Libera: Im frühen Mittelalter wurde sie auf einem Tempel des römischen Gottes Hercules Liberator errichtet, mit etlichen Spolien von Gebäuden der römischen Stadt ausgestattet und mit einer dreibogigen Portikus vor der Fassade und einem Portal aus römischen Architekturteilen mit floralen Reliefs sowie einer Lünette mit einem Mosaik versehen, das die Madonna mit Kind zwischen zwei in Särgen dargestellten Stifterinnen aus der Familie D’Aquino zeigt. Der Innenraum ist unverziert, was auf die Restaurierung des Gebäudes im 19. Jahrhundert zurückgeht und nach den Kriegszerstörungen von 1944 beibehalten wurde. Unterhalb der Kirche steht ein oben unvollständiger römischer Ehrenbogen, der nach einer vagen Angabe in der zweiten Philippischen Rede von Cicero im Volksmund als „Arco di Marcantonio“ bezeichnet wird.
- Burg der Grafen von Aquino (Castello Comitale): Über einem niedrigen Felsabhang im Südwesten der mittelalterlichen Stadt erbaut weist die einst aus unregelmäßig angeordneten Einzelbauten bestehende Burg nach den Kriegszerstörungen noch einen hohen Viereckturm mit oberem Wehrgang als Bergfried, einen als „Casa di San Tommaso“ bezeichneten Hauptbau mit zwei ansehnlichen Biforienfenstern im oberen Stockwerk und andere kleinere Gebäude auf; dazu kommt nahe dem unten vorbeifließenden Bach „Forme d’Aquino“ ein Rundturm.
- Museo Civico: Am westlichen Ortsrand als moderner Zweckbau errichtet zeigt es etliche Überreste des römischen Aquinum, darunter Architekturteile, Sarkophage, Steininschriften und Gegenstände des Kunsthandwerks; der vierte und letzte Raum illustriert das Leben des Thomas von Aquin und des Stadtpatrons San Costanzo, eines Bischofs im 4. Jahrhundert.
- Auf dem Gebiet von Castrocielo befindliches Areal der römischen Stadt mit heute im verstreuten Landwirtschaftsgebiet liegenden Ruinen an der Via Latina. Einzig fast vollständig erhaltenes Bauwerk ist die massive Porta Capuana als östliches Stadttor genau über der Straße. Hoch anstehende Mauerreste weisen auf zwei öffentliche Gebäude hin, einen Tempel und einen Bau mit Rundapsis. Durch Ausgrabungstätigkeiten seit dem Beginn des 21. Jahrhunderts wurden große Teile der umfänglichen städtischen Thermenanlage erschlossen, die als eine der größten in Italien gilt, doch ist das Areal noch nicht vollständig freigelegt. Einige Mosaiken, die einen Elephant, ein Rhinozeros und Meerwesen darstellen, sowie eine Latrine mit weiterem Mosaik komisch-erotischen Inhalts wurden bisher gefunden; das Areal kann besichtigt werden.

## Bevölkerungsentwicklung
| Jahr      | 1881 | 1901 | 1921 | 1936 | 1951 | 1971 | 1991 | 2001 | 2011 |
| --------- | ---- | ---- | ---- | ---- | ---- | ---- | ---- | ---- | ---- |
| Einwohner | 2195 | 2746 | 3027 | 3447 | 3673 | 3610 | 5386 | 5337 | 5299 |

Quelle ISTAT

## Politik
Libero Mazzaroppi (Lista Civica: Aquino Nel Cuore) wurde am 15. Juni 2018 als Bürgermeister bestätigt.

## Söhne und Töchter der Stadt
Decimus Iunius Iuvenalis, römischer Dichter (* 55 n. Chr.)
Caius Pescennius Niger (Iustus) (Herkunft ungesichert), (Gegen-)Kaiser im römischen Reichsosten im Jahre 193/194 n. Chr.
Familie D’Aquino
Nicht Aquino, sondern die Burg Roccasecca, heute eigene Gemeinde acht Kilometer nördlich, war Geburtsort des Kirchenlehrers Thomas von Aquin (* um 1221/1224, † 1274).
Aquino war namengebend für eine hochadelige Familie langobardischer Herkunft, die hier als Gastalden die Herzöge von Benevent vertraten; erster Amtsinhaber war um 880 Adenolfo I, doch der früheste Hauptvertreter war Adenolfo III. Summucula (um 996–1022); sie benannte sich nach ihrem ersten Amts- bzw. Herrschaftssitz. Später besaß sie u. a.  den Dukat von Gaeta, die Grafschaft Acerra bei Neapel, die Grafschaften Ascoli, Loreto, Satriano und Monteodorisio, alle im Königreich Neapel, sowie seit 1442 die Markgrafschaft Pescara: Die Erbtochter Antonella von Francesco Antonio, des einzigen Markgrafen († nach 6. September 1472), hatte schon 1453 Inigo d’Avalos, Graf von Monteroduni, einen Anhänger von König Alfons dem Großmütigen, geheiratet und brachte ihr Erbe der Familie D’Avalos ein. Zu den bekanntesten Mitgliedern der Familie gehörte der mit dem Kirchenlehrer zeitgenössische Thomas II. († 15. März 1273), Graf von Acerra, der 1247 Margarethe von Schwaben († 1297/98), eine uneheliche Tochter von Kaiser Friedrich II., heiratete, sich nach dem Untergang der Dynastie Hohenstaufen im Jahre 1268 aber der neuen Königsfamilie in Neapel, den Anjou, zuwandte; seine Enkelin Margherita († nach 2. August 1328) war die Geliebte von König Robert dem Weisen. Wegen der Zersplitterung der Gesamtfamilie in verschiedene Linien kam es zu internen Streitigkeiten, die einen Niedergang hervorriefen, welcher mit der Heirat von 1453 und dem Besitzübergang von 1472 endete. Späte Familienangehörige lebten noch im frühen 17. Jahrhundert.